# Charles Brent

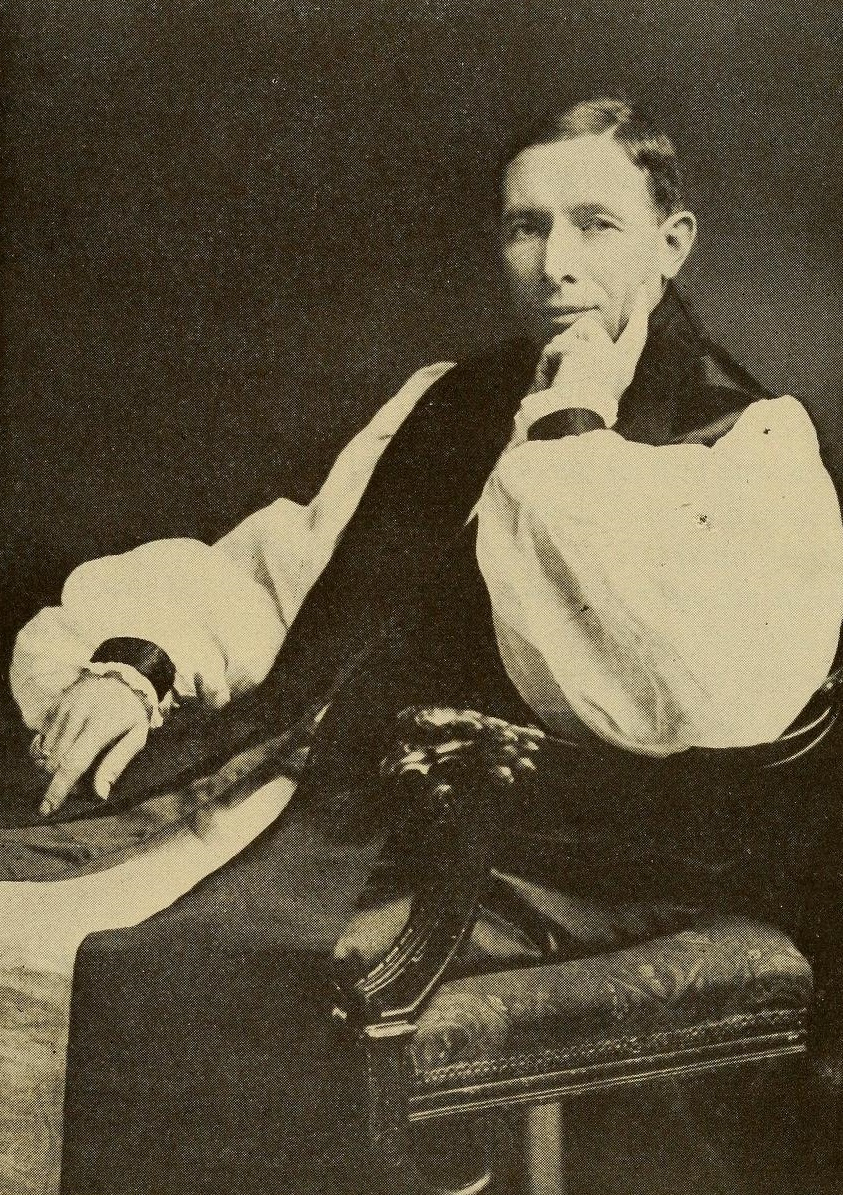
Charles Brent.

Charles Henry Brent, född 9 april 1862, död 27 mars 1929, var en amerikansk präst inom episkopalkyrkan och missionsbiskop på Filippinerna.
Brent kallades 1918 till biskop över Western New Yorks stift. Brent var en av den amerikanska kyrkans främsta män och ledande inom det ekumeniska kyrkliga arbetet. Han var ledamot av den amerikanska sektionen vid Ekumeniska mötet i Stockholm 1925 och president vid The world conference on faith and order i Lausanne 1927.